# Ventura (Californië)
Ventura (San Buenaventura) is een stad in de Amerikaanse staat Californië en telt 100.916 inwoners. Het is hiermee de 235e stad in de Verenigde Staten (2000). De oppervlakte bedraagt 54,6 km², waarmee het de 213e stad is.

## Demografie
Van de bevolking is 12,8 % ouder dan 65 jaar en bestaat voor 26,5 % uit eenpersoonshuishoudens. De werkloosheid bedraagt 3,5 % (cijfers volkstelling 2000).
Ongeveer 24,3 % van de bevolking van Ventura bestaat uit hispanics en latino's, 1,4 % is van Afrikaanse oorsprong en 3 % van Aziatische oorsprong.
Het aantal inwoners steeg van 93.628 in 1990 naar 100.916 in 2000.

## Klimaat
In januari is de gemiddelde temperatuur 12,9 °C, in juli is dat 18,9 °C. Jaarlijks valt er gemiddeld 365,3 mm neerslag (gegevens op basis van de meetperiode 1961-1990).

## Plaatsen in de nabije omgeving
De onderstaande figuur toont nabijgelegen plaatsen in een straal van 24 km rond San Buenaventura (Ventura).

## Geboren
- John McCook (1944), acteur
- Holly Gagnier (1958), actrice
- Dave England (1969), waaghals, stuntman en snowboarder
- Krista Allen (1971), actrice
- Mari Holden (1971), wielrenster
- Skin Diamond (1987), pornoactrice
- Mikey Garcia (1987), bokser
- Arin Ilejay (1988), drummer
- Mercedes Kastner (1989), actrice

## Overleden
- Gordon Cooper (2004), ruimtevaarder
- Maynard Ferguson (2006), Canadees jazzmuzikant en bandleider
- James Horner (2015), componist van filmmuziek
- James Stacy (2016), acteur